# Selena Gomez & the Scene
Selena Gomez & the Scene (pogosto napisano tudi kot Selena Gomez ♥ the Scene) je ameriška pop rock glasbena skupina, ki je nastala v letu 2008. Njeni člani so Selena Gomez kot glavna pevka, Ethan Robert kot kitarist, Joey Clement kot bas-kitarist, Greg Garman kot bobnar in Dane Forrest kot igralec klaviatur. Glasbena skupina Selena Gomez & the Scene je izdala tri glasbene albume, šest singlov in šest promocijskih singlov. Njihov debitantski album, Kiss & Tell, je izšel 29. septembra 2009. Debitiral je na devetem mestu glasbene lestvice Billboard 200 in marca 2010 prejel zlato certifikacijo s strani organizacije Recording Industry Association of America (RIAA). Drugi singl z albuma, »Naturally«, je zasedel eno izmed prvih trideset mest na ameriški lestvici ter eno izmed prvih dvajsetih mest na novozelandski, nemški, kanadski, irski in britanski lestvici. V Kanadi je platinasto certifikacijo s strani organizacije. Njihov drugi glasbeni album, A Year Without Rain, je izšel 17. septembra 2010. Preko albuma so izdali dva singla, »Round & Round« in »A Year Without Rain«. Album je debitiral na četrtem mestu lestvice Billboard 200 in januarja 2011 je prejel zlato certifikacijo s strani organizacije RIAA.
Svoj tretji glasbeni album, When the Sun Goes Down, so izdali 28. junija 2011. Prvi singl z albuma, »Who Says«, je 8. marca 2011 debitiral v radijski oddaji On Air with Ryan Seacrest. 11. marca tistega leta se je videospot prvič predvajal na kanalu Disney Channel. 14. marca je singl tudi uradno izšel. Drugi singl z albuma, »Love You Like a Love Song«, je izšel 17. junija 2011. 15. aprila 2011 so oznanili, da sta albuma Kiss & Tell in A Year Without Rain skupaj prodala 1,4 milijonov izvodov v Združenih državah Amerike.

## Zgodovina

### 2008–2010: Začetki,Kiss & Tellin Live in Concert
Med intervjujem z Jocelyn Vena iz MTV-ja je Selena Gomez, glavna pevka skupine, dejala: »Mislim, da bom v bandu - ki ne bo vključeval stvari v stilu 'Selene Gomez'. Ne bom bila več samostojni ustvarjalec. Mislim, da ne želim, da bi moje ime prevečkrat prihajalo v javnost. V bandu bom pela in upam, da se bom naučila tudi, kako igrati na bobne in električno kitaro.« Preko Twitterja je Gomezova kasneje potrdila, da se bo njena glasbena skupina imenovala The Scene. To naj bi bila »ironična šala,« saj je veliko ljudi Seleno Gomez označilo za osebo, ki se »želi prebiti na sceno.« Selena Gomez je povedala, da naj bi glasbena skupina z začetka za ime nosila le The Scene, vendar so se kasneje preimenovali v Selena Gomez & The Scene zaradi komplikacij z založbo Hollywood Records. Zaradi tega je glasbena skupina včasih nepravilno poimenovana preprosto kot Selena Gomez. Band je svoj prvi glasbeni album, ki so ga poimenovali Kiss & Tell, izdal 29. septembra 2009. Album je pristal na devetem mestu ameriške glasbene lestvice Billboard 200, saj je že v prvem tednu od izida prodal kar 66.000 izvodov. Selena Gomez je v več intervjujih (vključno z intervjujem z radijsko postajo Z100 New York) povedala, da je za člane banda Selena Gomez & The Scene opravila utrudljiv proces več avdicij, vendar da je bilo vredno, saj je zdaj članica dobre glasbene skupine. Kakorkoli že, kmalu za tem, ko se je Selena Gomez pridružila bandu, je dotakratnega igralca klaviatur, Nicka Foxerja, zamenjal Dane Forrest. Nick Foxer je glasbeno skupino zapustil iz neznanih razlogov.
Kiss & Tell, prvi glasbeni album skupine Selena Gomez & the Scene, je izšel 29. septembra 2009 preko založbe Hollywood Records. Selena Gomez je med delom za album sodelovala z mnogimi tekstopisci in producenti, kot je na primer Gina Schock iz glasbene skupine Go-Go's. Album je bil mešanica med različnimi zvrstmi, kot so na primer synthpop in dance. Album je zasedel deveto mesto na lestvici Billboard 200. V drugem tednu od izida je album prodal 25.000 izvoda. Dosegel je tudi dvaindvajseto mesto na kanadski lestvici. 5. marca 2010 je album prejel zlato certifikacijo s strani organizacije RIAA za 500.000 prodanih izvodov v Združenih državah Amerike.
Selena Gomez je potrdila, da je v sodelovanju z nekaterimi drugimi tekstopisci, ki so delali na albumu, napisala eno pesem iz albuma in sicer »I Won't Apologize«. Glavni singl albuma, »Falling Down«, je izšel 21. avgusta 2009. Videospot je premiero doživel po prvem predvajanju televizijskega filma Čarovniki s trga Waverly: Film, v katerem je imela eno izmed glavnih vlog Selena Gomez, torej 28. avgusta tistega leta. Zasedel je dvainosemdeseto mesto na lestvici Billboard Hot 100 in devetinšestdeseto mesto na kanadski glasbeni lestvici. Naslednji singl z albuma, »Naturally«, je izšel 11. decembra 2009 skupaj z videospotom. Videospot so snemali 14. novembra 2009, premiero pa je doživel na Disney Channelu med televizijsko serijo Phineas and Ferb Christmas Vacation 11. decembra leta 2009. Dosegel je devetintrideseto in kasneje devetindvajseto mesto na lestvici Billboard Hot 100 ter osemnajsto mesto na kanadski lestvici. Ta singl ostaja njihova največja uspešnica in je njihov prvi singl, ki se je uvrstil med prvih štirideset pesmi na lestvici Billboard Hot 100, pri čemer je popolnoma prekosil njihov prvi glasbeni singl, »Falling Down«, postal pa je tudi prvi singl glasbene skupine, ki je zasedel prvo mesto na lestvici Billboard Hot Dance/Club Songs. Singl »Naturally« je postal tudi njihova največja uspešnica na Madžarskem, kjer je na glasbeni lestvici zasedel četrto mesto in tako postal njihov prvi singl, ki se je tam uvrstil med prvih pet singlov na lestvici. 15. julija 2010 je singlu organizacija RIAA za 1.000.000 prodanih kopij izvodov dodelila platinasto certifikacijo.
Glasbena skupina je album promovirala s turnejo Selena Gomez & the Scene: Live in Concert. Selena Gomez in ostali člani skupine so nastopili v mnogih televizijskih oddajah in posebnih dogodkih, kot so deveta sezona televizijske serije Dancing with the Stars,The Ellen DeGeneres Show, Late Night With Jimmy Fallon in Dick Clark's New Year's Rockin' Eve with Ryan Seacrest z drugimi oddajami. Glasbena skupina Selena Gomez & the Scene je skupaj z Justinom Biebrom leta 2010 igrala na prireditvi 2010 Houston Livestock Show and Rodeo, band in Justin Bieber pa so kasneje skupaj nastopili tudi na prireditvi Popcon.
Glasbena skupina Selena Gomez & The Scene je prispevala tudi k Disneyjevemu EP-ju All Wrapped Up Vol. 2. EP je vključeval pesem »Winter Wonderland« banda The Scene in ostale božične pesmi drugih uspešnih glasbenih izvajalcev. Singl banda Selena & the Scene, »Falling Down«, je bil skupaj z ostalimi pesmimi drugih popularnih glasbenih izvajalcev predstavljen tudi na albumu Radio Disney Jams, Vol. 12. Album je uradno izšel 30. marca 2010. Jams 12 je uradno izšel 30. marca leta 2010. 9. marca 2010 je band izdal EP, imenovan Naturally (The Remixes). Vseboval je remixe njihove uspešnice »Naturally« v izvedbi Davea Audéja, Ralphija Rosarija in Disca Friesa ter originalni singl »Naturally«. Remix v izvedbi Disca Friesa je izšel tudi kot samostojni singl.

### 2010–2011:A Year Without Rainin A Year Without Rain Tour
Drugi glasbeni album skupine Selena Gomez & the Scene, imenovan A Year Without Rain, je izšel 17. septembra leta 2010. Debitiral je na 4 mesto lestvice Billboard 200 s prodajami, ki so malo presegle 66.000 prodanih izvodov, s čimer je bil album komaj uspešnejši od njihovega prvega glasbenega albuma, Kiss & Tell. Album je nadaljeval z dance-pop/electronica zvrstjo, ki je značilna za njihov najuspešnejši singl, »Naturally«. Selena Gomez je v intervjuju za radijsko postajo Z100 New York povedala, da bo album vseboval tudi nekaj pesmi, ki jih niso uspeli objaviti na prvem albumu in da bodo ostali člani glasbene skupine veliko bolj vključeni v sodelovanje, kot so bili pri prejšnjem. »Mislim, da smo želeli ustvariti nekaj zelo zabavnega. Želeli smo ustvariti techno vzdušje,« je povedala. Selena Gomez je v intervjuju z MTV-jem povedala: »Zares sem ponosna na to delo, saj je precej drugačno, na nek način prikaže moje odraščanje v [naši] glasbi ... Mislim, da če ne drugega, je besedilo na nek način zelo močno.« V intervjuju z revijo Z100 New York je glavna pevka banda povedala tudi, da bodo v album vključili nekaj pesmi, ki jih niso uspeli izdati na prvem albumu. Ko so jo vprašali po načrtih za naslednji singl, je še pred izidom albuma Selena Gomez dejala:
Mislim, da bomo kar takoj izdali naslednji album, zato bo ta lahko precej drugačen od prvega. Upamo, da bomo naslednji singl izdali še pred poletjem, saj imamo novo pesem, ki je zares zabavna in primerna za poletje, želim pa, da tudi čim prej izide!
Prvi singl z albuma, »Round & Round« se je prvič predvajal 18. junija leta 2010. Videospot pesmi, ki je bil sneman v Budimpešti, se je premierno predvajal dva dneva kasneje. Kot singl je izšel 22. junija 2010. Debitiral je na štiriindvajsetem mesto na lestvici Billboard Hot 100 ter na šestinsedemdeseto mesto lestvice Canadian Hot 100. Pristal je na petnajstem mestu lestvice Billboard Digital Songs in na sedeminštirideseto mesto na glasbeni lestvici v Združenem kraljestvu. Drugi singl z albuma, »A Year Without Rain«, je izšel 7. septembra 2010. Videospot pesmi se je prvič predvajal 3. septembra tistega leta, po svetovni premieri filma Camp Rock 2: The Final Jam. Glasbena skupina Selena & the Scene je s pesmijo »Round & Round« v živo nastopila v oddajah Amerika in talent, Blue Peter, Daybreak in MTV's The Seven; pesmi »Round & Round« in »A Year Without Rain« so v živo izvedli v oddaji Good Morning America; samo s pesmijo »A Year Without Rain« so v živo nastopili v oddaji The Ellen DeGeneres Show. 27. oktobra leta 2010 zaigrala na akustični prireditvi, katere zaslužek je odšel v dobrodelne namene (UNICEF). Pozneje tistega leta bodo zaigrali tudi na prireditvi Jingle Ball. Špansko različico pesmi »A Year Without Rain« (»Un Año Sin Lluvia«) so izdali tri mesece po izidu originalne pesmi.
13. julija 2010 je pesem glasbene skupine Selena Gomez & the Scene, »Live Like There's No Tomorrow«, je izšel na soundtracku za film Ramona and Beezus. Pesem je tudi del albuma A Year Without Rain.
Leta 2011 je glasbena skupina nastopila na podelitvi nagrad People's Choice Awards, kjer so prejeli tudi nagrado v kategoriji za »najljubšega prebojnega ustvarjalca« in premagali Justina Bieberja.

### 2011–danes:When the Sun Goes Down, španski album in We Own the Night Tour
15. februarja 2011 je založba Universal Music Portugal potrdila, da je glasbena skupina pričela s snemanjem novega albuma. Album je na začetku nosil naslov Otherside. Kasneje so naslov spremenili v When the Sun Goes Down in album so izdali 28. junija 2011. Glavni singl z albuma, »Who Says«, se je premierno predvajal 8. marca 2011 v radijski oddaji On Air with Ryan Seacrest.
Videospot za pesem »Who Says«, ki ga je režiral Chris Applebaum, se je na VEV-u prvič predvajal 11. marca tistega leta. Nazadnje je singl prejel platinasto certifikacijo za uspešno prodajo v Združenih državah Amerike. 23. marca 2011 je založba Hollywood Records oznanila, da bo glasbena skupina pričela s turnejo We Own the Night Tour. S poletno turnejo so nameravali promovirati svoj takrat prihajajoči glasbeni album in pričela se je 24. julija 2011. Selena Gomez je v enem izmed intervjujev oznanila, da bodo kot drugi singl z albuma izdali pesem »Love You Like a Love Song«. Izdali so ga 17. junija 211. 28. maja tistega leta je Selena Gomez preko svoje uradne spletne stvari na Twitterju oznanila, da bodo 7. junija 2011 preko iTunesa izdali tudi pesem »Bang Bang Bang«. Odlomek pesmi so ekskluzivno predvajali v radijski oddaji American Top 40, ki jo je 4. junija tudi gostila. Album so izdali 28. junija 2011. Trenutno naj bi glasbena skupina snemala album s španskimi različicami pesmi »A Year Without Rain«, »Ghost of You«, »Tell Me Something I Don't Know«, »Who Says« in drugimi. Album naj bi izdali še to leto.
Avgusta 2011 je glasbena skupina s pesmijo »Love You Like A Love Song« nastopila na podelitvi nagrad Teen Choice Awards. Na podelitvi so bili nagrajeni z nagradami v kategorijah za »izbiro glasbene skupine«, »izbiro singla« za pesem »Who Says« ter za »izbiro ljubezenske pesmi« za pesem »Love You Like A Love Song«. Pesem »Love You Like A Love Song« je nazadnje prejela zlato certifikacijo s strani organizacije RIAA.

## Člani

### Trenutni člani
- Selena Gomez – glavni vokali (2009–danes)
- Greg Garman – bobni, spremljevalni vokalist[50] (2009–danes)
- Joey Clement – bas kitara, spremljevalni vokalist[51] (2009–danes)
- Ethan Roberts – kitara, spremljevalni vokalist[52] (2009–danes)
- Dane Forrest – klaviature, spremljevalni vokalist (2009–danes)

### Bivši člani
- Nick Foxer – klaviature, spremljevalni vokalist[53] (2009)

### Na turneji
- Katelyn Clampett – spremljevalna vokalistka (2011–danes)
- Lindsey Harper – spremljevalna vokalistka (2010–danes)
- Ashleigh Haney – spremljevalna vokalistka (2011)
- Christina Grimmie – spremljevalna vokalistka (2010–danes)

### Vplivi
Oba, bobnar Greg Garman in glavna vokalistka Selena Gomez, sta dejala, da je glasbena skupina Paramore ena izmed njunih najljubših glasbenih skupin, Selena Gomez pa je band označila tudi za svoj osebni glasbeni vpliv, saj je dejala: »[Paramore] me je pripravil k temu, da sem se tudi sama pridružila glasbeni skupini.« Selena Gomez je tudi za svojo soimenjakinjo, Seleno Quintanillo dejala, da jo je navdihnila za začetek njene glasbene kariere. Glavna pevka banda je dejala, da so nanjo vplivali tudi glasbeni ustvarjalci, kot so Forever The Sickest Kids, Kelly Clarkson, No Doubt, Jason Mraz, Fefe Dobson in Christina Aguilera, glavni kitarist banda, Ethan Roberts, pa je povedal, da je nanj zelo vplivala glasba banda Journey.

## Diskografija

### Glasbeni albumi
| Leto | Ostali detajli                                                                               | Certifikacije                    | Dosežki | Dosežki    | Dosežki  | Dosežki | Dosežki  | Dosežki | Dosežki | Dosežki        | Dosežki | Dosežki             |
| Leto | Ostali detajli                                                                               | Certifikacije                    | ZDA     | Avstralija | Avstrija | Kanada  | Francija | Nemčija | Irska   | Nova Zelandija | Švica   | Združeno kraljestvo |
| ---- | -------------------------------------------------------------------------------------------- | -------------------------------- | ------- | ---------- | -------- | ------- | -------- | ------- | ------- | -------------- | ------- | ------------------- |
| 2009 | Kiss & Tell - Založba: Hollywood Records                                                     | - Združene države Amerike: Zlata | 9       | —          | 4        | 22      | 24       | 19      | 14      | 21             | 36      | 12                  |
| 2010 | A Year Without Rain - Izid: 17. september 2010 - Založba: Hollywood - Formati: CD, digitalno | —                                | 4       | 46         | 19       | 6       | 26       | 22      | 40      | 24             | 37      | 14                  |
| 2011 | When the Sun Goes Down - Izid: 21. junij 2011 - Založba: Hollywood - Formati: CD, digitalno  | - Kanada: Zlata                  | 3       | 14         | 11       | 2       | 47       | 18      | 13      | 8              | 27      | 15                  |

#### EP-ji
| Naslov           | EP-jevi detajli                                                     |
| ---------------- | ------------------------------------------------------------------- |
| The Club Remixes | - Izid: 21. december 2010 - Založba: Hollywood - Formati: digitalno |

### Singli
| 2009                                            | »Falling Down«              | 82 | —  | —  | 69 | —  | —  | —  | —  | —  | —  |                                                                                   | Kiss & Tell            |
| 2010                                            | »Naturally«                 | 29 | 46 | 37 | 18 | 14 | 7  | 20 | 54 | 7  | 2  | - Združene države Amerike: Platinasta - Kanada: Platinasta                        | Kiss & Tell            |
| 2010                                            | »Round and Round«           | 24 | —  | 62 | 51 | 52 | 44 | —  | —  | 47 | 39 |                                                                                   | A Year Without Rain    |
| 2010                                            | »A Year Without Rain«       | 35 | —  | —  | 30 | —  | —  | —  | —  | —  | 41 | —                                                                                 |                        |
| 2011                                            | »Who Says«                  | 21 | 57 | 62 | 17 | 44 | 36 | 15 | —  | 51 | —  | - Avstralija: Zlata - Nova Zelandija: Zlata - Združene države Amerike: Platinasta | When the Sun Goes Down |
| 2011                                            | »Love You Like a Love Song« | 35 | 48 | —  | 17 | —  | 49 | 21 | —  | 58 | —  | - Združene države Amerike: Zlata                                                  | When the Sun Goes Down |
| »—« pomeni, da se na lestvico pesem ni uvrstila |                             |    |    |    |    |    |    |    |    |    |    |                                                                                   |                        |

#### Promocijski singli
| Naslov           | Leto | Dosežek                 | Dosežek | Album                  |
| Naslov           | Leto | Združene države Amerike | Kanada  | Album                  |
| ---------------- | ---- | ----------------------- | ------- | ---------------------- |
| »Bang Bang Bang« | 2011 | 94                      | 96      | When the Sun Goes Down |

### Videospoti
| Leto | Pesem                                       | Režiser                           |
| ---- | ------------------------------------------- | --------------------------------- |
| 2008 | »Cruella De Vil«                            |                                   |
| 2009 | »Falling Down«                              | Chris Dooley                      |
| 2009 | »Naturally«                                 | Chris Dooley                      |
| 2010 | »Round & Round«                             | Philip Andelman                   |
| 2010 | »A Year Without Rain« / »Un Año Sin Lluvia« | Chris Dooley                      |
| 2011 | »Who Says« / »Dices«                        | Chris Applebaum                   |
| 2011 | »Love You Like a Love Song«                 | Geremy Jasper in Georgie Greville |

### Ostalo
| Leto | Naslov                          | Album                      |
| ---- | ------------------------------- | -------------------------- |
| 2009 | »Winter Wonderland«             | All Wrapped Up Vol. 2      |
| 2010 | »Live Like There's No Tomorrow« | Ramona and Beezus OST      |
| 2010 | »Falling Down«                  | Radio Disney Jams, Vol. 12 |

## Nagrade in nominacije
| Leto | Kategorija                     | Nagrada                                          | Nominirano delo             | Osvojeno? |
| ---- | ------------------------------ | ------------------------------------------------ | --------------------------- | --- |
| 2010 | Teen Choice Awards             | Izbira: Glasbena skupina                         | Selena Gomez & the Scene    | style="background: #99FF99; color: black; vertical-align: middle; text-align: left; " class="yes table-yes2"\|Da |
| 2010 | Teen Choice Awards             | Izbira: Preboj ženske ustvarjalke                | Selena Gomez & the Scene    | style="background: #99FF99; color: black; vertical-align: middle; text-align: left; " class="yes table-yes2"\|Da |
| 2010 | MTV Europe Music Awards        | Najboljši napredujoči akt                        | Selena Gomez & the Scene    | style="background: #99FF99; color: black; vertical-align: middle; text-align: left; " class="yes table-yes2"\|Da |
| 2011 | People's Choice Awards         | Najljubši prebojni ustvarjalec                   | Selena Gomez & the Scene    | style="background: #99FF99; color: black; vertical-align: middle; text-align: left; " class="yes table-yes2"\|Da |
| 2011 | Nickelodeon Kids Choice Awards | Najljubša ženska pevka                           | Selena Gomez                | Ne |
| 2011 | MuchMusic Video Awards         | Izbira občinstva: Najljubši mednarodni videospot | »A Year Without Rain«       | Ne |
| 2011 | MuchMusic Video Awards         | MuchMusic.com - Največkrat gledan videospot leta | »A Year Without Rain«       | Ne |
| 2011 | Teen Choice Awards             | Izbira glasbe: Glasbena skupina                  | Selena Gomez & The Scene    | style="background: #99FF99; color: black; vertical-align: middle; text-align: left; " class="yes table-yes2"\|Da |
| 2011 | Teen Choice Awards             | Izbira glasbe: Singl                             | »Who Says«                  | style="background: #99FF99; color: black; vertical-align: middle; text-align: left; " class="yes table-yes2"\|Da |
| 2011 | Teen Choice Awards             | Izbira glasbe: Ljubezenska pesem                 | »Love You Like A Love Song« | style="background: #99FF99; color: black; vertical-align: middle; text-align: left; " class="yes table-yes2"\|Da |